# دوينا
الدوينا (نطق روماني: ‎[ˈdojna]‏) هو أسلوب لحن موسيقي روماني، ربما له جذور شرق أوسطية، وهو معتاد في موسيقى الفلاحين الرومانيين . تم اعتماده أيضًا في موسيقى كليزمير . 
عُثِر على نغمات مماثلة في جميع أنحاء أوروبا الشرقية ومنطقة البلقان. يُشار إلى هذا النوع من الموسيقى في بعض أجزاء البلقان باسم سكاروس أو سكارو.

## أصول وخصائص
تعد الدوينا نغمة ارتجالية ذات إيقاع حر ومزخرفة للغاية (عادةً ميلزماتية ).  يتم الارتجال وفقًا لنمط ثابت إلى حد ما (عادةً ما يكون تنازليًا)، عن طريق تمديد النغمات بطريقة تشبه أسلوب روباتو، وفقًا لمزاج المؤدي وخياله. عادةً ما تكون النغمات المطولة هي الرابعة أو الخامسة فوق نغمة الكلمة.